# ديفيد ووشبروك
ديفيد ووشبروك David Washbrook (1948 – 25 يناير 2021) مؤرخ وكاتب بريطاني.
درس الهند الحديثة وخاصة الأحوال الاقتصادية والسياسية والاجتماعية لجنوب الهند بين القرن الثامن عشر والقرن العشرين.
عمل مديرا لمركز الدراسات الهندية وعضوا في كلية الدراسات الشرقية في جامعة أوكسفورد، ولاحقا أستاذا باحثا وزميلا لتاريخ جنوب آسيا في كلية ترينيتي في جامعة كامبريدج.

## من كتبه
- جنوب الهند: المؤسسات السياسية والتغير السياسي – 1975 (بالاشتراك مع كريستوفر بيكر).
- ظهور السياسة الإقليمية: رئاسة مدراس (1870 -1920) – 1976
- جنوب الهند 1770-1840: التحول الاستعماري – 2004
- الهند الاستعمارية: تاريخ اجتماعي – 2005 (بالاشتراك مع أوهانلون روزاليند)
- دليل روتليدج عن الشتات الآسيوي – 2014 (بالاشتراك جوفا تشاترجي)
- أشكال المواطنة في جنوب الهند ما بعد الحداثة – 2019